# Капуани (Кјети)
Капуани (итал. Capuani) је насеље у Италији у округу Кјети, региону Абруцо.
Према процени из 2011. у насељу је живело 29 становника. Насеље се налази на надморској висини од 311 м.